# 과잉행동
과잉행동(Hyperactivity)이란 과도하게 흥분하거나, 불안정하는 등 사회적으로 수용되기 어려운 충동적인 행동을 의미한다. 말을 지나치게 많이 하거나 앉아있어도 손이나 발을 가만히 두지 못하고 계속 움직이는 등의 행동을 보인다.

## 같이 보기
- 주의력결핍 과다행동장애